# دايتشي سوغيموتو
دايتشي سوغيموتو (باليابانية: 杉本 大地) (مواليد 15 يوليو 1993)، هو لاعب كرة قدم ياباني سابق كان يلعب كحارس مرمى.

## وصلات خارجية
- دايتشي سوغيموتو على موقع رابطة كرة القدم اليابانية للمحترفين (اليابانية)
- دايتشي سوغيموتو على موقع قاعدة بيانات كرة القدم.إي يو (الإنجليزية)
- دايتشي سوغيموتو على موقع Soccerway.com (الإنجليزية)
- دايتشي سوغيموتو على موقع عالم كرة القدم.نت (الإنجليزية)
- دايتشي سوغيموتو على موقع كووورة
- دايتشي سوغيموتو على موقع أوليمبيديا (الإنجليزية)